# 500 zagadek
500 zagadek – popularnonaukowa seria książkowa wydawnictwa Wiedza Powszechna z czasów PRL-u. Tytuły były często wznawiane, a czasem pisane od nowa przez innych autorów.
Każda książka była podzielona na dwie części. Pierwsza część zawierała 50 rozdziałów po 10 pytań poprzedzonych wstępem, a druga część miała 50 rozdziałów z odpowiedziami. Seria była popularna, pierwsze wydania miały około 30 tys. egz..

## Niektóre pozycje (alfabetycznie według tematu)
- 500 zagadek antycznych (wyd. 2. w 1978) Jerzy Łanowski
- 500 zagadek ze świata arabskiego (1974) Franciszek Bocheński
- 500 zagadek archeologicznych (1966) Anna Leciejewicz, Lech Leciejewicz
- 500 zagadek astronomicznych (1968) Kazimierz Gębarski
- 500 zagadek astronomicznych (wyd. 2. w 1979 – ISBN 83-214-0106-6) Kazimierz Gębarski, Tomasz Kwast
- 500 zagadek biologicznych (1973) Sylwester Frejlak, Jadwiga Wernerowa
- 500 zagadek botanicznych (1982) Irena Siedlecka
- 500 zagadek z chemii (1964) Ludwika Kowalska
- 500 zagadek dla miłośników chemii (1968) Marta Jurowska-Wernerowa
- 500 zagadek chemicznych (1980) Marta Jurowska-Wernerowa
- 500 zagadek ekonomicznych (1971) Władysław Baka, Kazimierz Piesowicz
- 500 zagadek z elektroniki (1976) Zenon Mendrygał
- 500 zagadek z fantastyki i science fiction (1990) Piotr Kasprowski
- 500 zagadek filatelistycznych (1974) Edward Karłowicz
- 500 zagadek filmowych (1965; wyd. 2. poprawione i uzupełnione – 1969) Zbigniew Pitera
- 500 zagadek filozoficznych (1966) J. Kuczyński, T. Mrówczyński
- 500 zagadek z fizyki (1964) Stanisław Werner
- 500 zagadek fizyka chemia technika (1958) Philip Heafford
- 500 zagadek dla miłośników folkloru (1973) Teresa Brzozowska
- 500 zagadek fotograficznych (przed 1978) Henryk Latoś
- 500 zagadek geograficznych (Kalejdoskop geograficzny) (1961) Franciszek Leszek Klima, Zbigniew Tokarski
- Co? Kto? Gdzie? Kiedy? Zagadki z historii (1966) (szata graficzna serii „500 zagadek...”) Roman Juryś
- 500 zagadek z historii sztuki (1962) Urszula Kołaczkowska
- 500 zagadek historycznych (1958) Janina Bieniarzówna
- 500 zagadek o jaskiniach (1985) Christian Parma, Tadeusz Rojek
- 500 zagadek o języku polskim (1986) Andrzej Markowski
- 500 zagadek o kobiecie (1981) Mirosław Chałubiński, Janusz Trybusiewicz
- 500 zagadek dla miłośników książek (1966) Jan S. Kopczewski
- 500 zagadek literackich (1960) Andrzej Wasilewski
- 500 zagadek lotniczych (1980) Bronisław Dostatni, Jan Zwierzyński (wyd. 2. w 1985 o nakł. 30 tys. egzemplarzy[2])
- 500 zagadek o Lublinie i Ziemi Lubelskiej (1967) Czesław Momatiuk
- 500 zagadek matematycznych (1969) Stanisław Kowal
- 500 zagadek morskich (1964) Zofia Drapella
- 500 zagadek muzycznych (1966; w 1970 wyd. 2. poprawione). Janusz Ekiert  W 1995 autor opublikował Zagadki muzyczne (wyd. Alfa-Wero)
- 500 zagadek z muzyki rozrywkowej (1972) Dariusz Michalski, Andrzej Stankiewicz
- 500 zagadek o ochronie środowiska człowieka (1977) Sylwester Frejlak, Jadwiga Wernerowa
- 500 zagadek olimpijskich (1968)  Eugeniusz Skrzypek
- 500 zagadek religioznawczych (1972) Krystyna Kuczyńska
- 500 zagadek z epoki renesansu (1975) Antoni Piskadło
- 500 zagadek socjologicznych Mirosław Chałubiński
- 500 zagadek sportowych (1965) Eugeniusz Skrzypek
- 500 zagadek o starożytnym Egipcie (1969) Jadwiga Lipińska
- 500 zagadek o Tatrach (1969) Stefan Kwapiszewski
- 500 zagadek o Tatrach (1995 – Wydawnictwo „Ati”) Czesław Momatiuk
- 500 zagadek z historii techniki (1965) Bolesław Orłowski
- 500 zagadek z techniki na co dzień (1969) Zbigniew Płochocki
- 500 zagadek z techniki wojskowej (1973)  Zenon Mendrygał (nakład 30 tys. egzemplarzy[3])
- 500 zagadek turystyczno-krajoznawczych (1963) Stefan Sosnowski
- 500 zagadek o Warszawie (1965; wyd. 2. w 1967) Stefan Sosnowski
- 500 zagadek o Wrocławiu (1971) Tadeusz Szumski
- 500 zagadek zoologicznych (1964; wyd. 6. w 1984) Jadwiga Wernerowa
- 500 zagadek o zdrowiu i medycynie (1974) Janina Fedorowska, Grzegorz Fedorowski
- 500 pytań i odpowiedzi o ZSRR (1969) (szata graficzna serii „500 zagadek...”) Edward Karłowicz
- 500 zagadek o dawnym Wojsku Polskim (1977, wyd. 2) Zdzisław Spieralski